# Europarlamentari della Repubblica Ceca della V legislatura
Gli europarlamentari della Repubblica Ceca della V legislatura, entrati in carica il 1º maggio 2004 (detenendo, in precedenza, lo status di osservatore), furono i seguenti.

## Composizione storica
| Europarlamentare   | Lista                                                          | Gruppo  |
| ------------------ | -------------------------------------------------------------- | ------- |
| Miroslav Beneš     | Partito Democratico Civico                                     | PPE-DE  |
| Milan Ekert        | Partito Social Democratico Ceco                                | PSE     |
| Hynek Fajmon       | Partito Democratico Civico                                     | PPE-DE  |
| Richard Falbr      | Partito Social Democratico Ceco                                | PSE     |
| Vilém Holáň        | Unione Cristiana e Democratica - Partito Popolare Cecoslovacco | PPE-DE  |
| Kateřina Konečná   | Partito Comunista di Boemia e Moravia                          | GUE/NGL |
| Daniel Kroupa      | Indipendente                                                   | PPE-DE  |
| Petr Lachnit       | Partito Social Democratico Ceco                                | PSE     |
| Vladimír Laštůvka  | Partito Social Democratico Ceco                                | PSE     |
| Jaroslav Lobkowicz | Unione Cristiana e Democratica - Partito Popolare Cecoslovacco | PPE-DE  |
| Helena Mallotová   | Partito Democratico Civico                                     | PPE-DE  |
| Jiří Maštálka      | Partito Comunista di Boemia e Moravia                          | GUE/NGL |
| Miroslav Ouzký     | Partito Democratico Civico                                     | PPE-DE  |
| Alena Palečková    | Partito Democratico Civico                                     | PPE-DE  |
| Jiří Pospíšil      | Partito Democratico Civico                                     | PPE-DE  |
| Miloslav Ransdorf  | Partito Comunista di Boemia e Moravia                          | GUE/NGL |
| Helena Rögnerová   | Indipendente                                                   | ELDR    |
| Libor Rouček       | Partito Social Democratico Ceco                                | PSE     |
| Luděk Sefzig       | Partito Democratico Civico                                     | PPE-DE  |
| Petr Šulák         | Partito Social Democratico Ceco                                | PSE     |
| Pavel Svoboda      | Unione della Libertà - Unione Democratica                      | PPE-DE  |
| Miloš Titz         | Partito Social Democratico Ceco                                | PSE     |
| Josef Vaculík      | Unione Cristiana e Democratica - Partito Popolare Cecoslovacco | PPE-DE  |
| Jan Zahradil       | Partito Democratico Civico                                     | PPE-DE  |